# Homestead (Oregon)
Homestead az Amerikai Egyesült Államok északnyugati részén, Oregon állam Baker megyéjében, a Kígyó folyó mentén elhelyezkedő önkormányzat nélküli település.
A település 1898-ban jött létre a Northwest Railway Company soha el nem készült szárnyvonala mentén; fejlődését a bánya és a gyümölcsöskertek közelségének köszönheti. Nevét Frank E. Pearce bányaüzemeltető lakótelkéről (homestead) kapta. Az 1965. május 1-jéig működő posta első vezetője J. H. Pearson volt.
1953 és 1960 között Blaine Stubblefield Idaho irányába hajójáratot működtetett.

## Fordítás
- Ez a szócikk részben vagy egészben  a   Homestead, Oregon című angol Wikipédia-szócikk ezen változatának fordításán alapul.  Az eredeti cikk szerkesztőit annak laptörténete sorolja fel. Ez a jelzés csupán a megfogalmazás eredetét és a szerzői jogokat jelzi, nem szolgál a cikkben szereplő információk forrásmegjelöléseként.